# アイドリング!!!のコーナー・企画
アイドリング!!!のコーナー・企画（アイドリングのコーナー・きかく）では、『アイドリング!!!』のコーナー・企画について解説する。

## 番組の流れ
番組は主に、下記の通りに進行するが、この番組はそれほど進行パターンにこだわる番組ではないので、回によっては下記の基本パターンとは全く違う進行の場合もある。
また、2010年4月の「品はちライブ」開始に伴い、それを収録したものを月に2回程度、CS放送27分＋オンデマンド分の通常放送扱いで2012年2月まで放送している。MCはメンバー持ち回りで行い、バカリズム（升野英知、以下「升野」）及びアナウンサーは登場しない。

### オープニング
終了後、別録りしていたオリジナル曲を歌ったものが流され、その後タイトルバックが入って番組が開始される。曲はスタジオ収録のものの他、ライブ映像（後述のはちたまライブ、大磯ライブ等）、オリジナルPVを用いる場合がある。また、過去には他のアーティストのカバー曲を歌っていた。
- 20世紀のアイドル名曲…20世紀にヒットした女性ボーカルの楽曲。（番組開始 - 2007年11月）
- アニメの名曲…過去にヒットしたアニメの主題歌。（2008年4月 - 2008年7月）
- ミリオンヒットでオープニング …「19xx年のミリオンヒット」とクレジットされ、性別やソロ・グループにとらわれない楽曲。（2008年9月 - 10月）

「20世紀のアイドル名曲」時には番組サイトでリクエストを募っていた。月〜金5パターンのパート割りで、振り付けは原曲にとらわれないオリジナルのもの。球体展望室で不定期に収録していたため、観覧することが可能だった。2008年4月からは月〜木1パターンで、スタジオでの事前収録となり観覧は不可となった。

### メンバー自己紹介
升野が毎回違うお題を出して（例「ご飯に合うおかずは?」「最近反省している事は?」「自分を色に例えると?」など）、メンバーが順番に自己紹介しながらそのお題に答えていくというもの。
自己紹介は省略し、「今日はこのメンバーでお送りします」とメンバーを映すだけの回もある。

### セットチェンジ
メンバーが次の企画に備えて立ち位置替えを行ったり、企画に必要な大道具等を準備・搬入する時間。メイン画面ではメンバーのイメージ映像やCD・DVDのオリジナルCMが流れ、ワイプでセットチェンジ中の映像が流される。以前はアイドリング!!!の番組宣伝やデリバリング!!!の募集VTRが流されていた。

### メインコーナー
#主なメインコーナー参照。

### フジテレビONE TWO NEXT告知[2]
担当アナウンサー、或いはその日活躍したメンバーが放送日近くのおすすめ番組を紹介する。番組開始から2007年3月頃までは「お願いファン様!!!」のグランプリを獲得したメンバーが行っていた。

### 締めの一言
CS放送終了直前に升野が任意のメンバーを指名し、自由な一言で締めさせる。急に振られるために瞬発的な発想力が試され、固まってしまうメンバーもいる。なお、上記の告知がその代替となる場合もある。

### （オンデマンド放送）
収録内容がCS放送時間に収まりきらなかった分はフジテレビ・オンデマンド放送限定で視聴できる。主にメインコーナーで消化しきれなかった企画を最後まで放送するだけだが、回によってはCS放送分についての反省会やオンデマンド独自企画、メンバーと升野のフリートークなどを見ることができる。

## 主なメインコーナー
メインコーナーは決まった曜日に決まったコーナーを行うというような形式ではなく全て不定期で行われる（次回があるのかどうかも不明）。また、バレンタインや放送○○回目記念、誕生日企画などの時期的なイベントや後述するドッキリなどを「緊急（特別）企画 ○○○!!!」と称して放送することがある。
コーナー名は番組名にちなんで「ング」や「!!!」（感嘆符3つ）が付くことが多い。

### ガンバリング!!!
第1回放送（2006年10月30日）より開始。毎回テーマを変えて、何かに挑戦しようという体力系企画。初期は鉄棒やブリッジなど普通の内容であったが、大縄飛びの不甲斐ない結果から徐々に変質していき、寝ころんだスタッフを跳び超える数を競う「スタッフ跳び」など失敗するとメンバーが嫌がる結果に繋がるような内容へと様変わりしていった。
この時大抵の場合、スタッフはドッキリの体で登場する（例：リンボーをやろうとするがリンボーの棒が折れているという体で、ADが3人登場し組体操の要領でリンボーのセットを組み、メンバーが嫌々スタッフの下をくぐる、など）。また、スタッフのみならず、タレントのマネージャーなどが加わる場合もあった（例：ぐるぐるバット競争のレース上の「障害物」として、通常はスタッフが登場するところを、メンバーのマネージャーが登場した）。

#### バツミントン（ハジミントン）
ガンバリング!!!から派生して生まれた体力系企画内屈指の名物コーナー。メンバーが複数人のチームにわかれ、2対2のバドミントンを行う。コートは6×6の36マスに区切られており、バドミントンの羽が落ちたところに書かれた罰ゲームをミスをしたメンバー1人が行う。主な罰ゲームに「青汁の粉 大さじ1杯」「わきスプレー」「貝のブラジャー」「1人白鳥の湖」など。
罰ゲームの宣告は升野が行うが、場外に落ちた場合やその場のノリ、升野の気分によって羽が落ちたところとは関係のない罰ゲームを行ったり、複数の罰ゲームを組み合わせて執行されたりする。また、ミスをしたメンバーがあやふやな場合、互いになすり付け合っている場合は升野の「え、揉めてんの？」の一言から両メンバーやチームメイト全員で罰ゲームを行うことになるのがお約束となっている。同様の企画がPKやバレーボールなど、バドミントンから他のスポーツに置き換えて行われることがある。
2012年には「バツミントン」から「ハジミントン」に名称が変更され、TOKYO IDOL FESTIVAL2012の前夜祭として、SUPER☆GiRLS、バニラビーンズ、風男塾、THEポッシボー、YGA、AeLL.もコーナーの犠牲者となった。

### マニアイドル!!![3]
あるテーマを設定し、講師を招いて専門的知識を得るもの。「ガンバリング!!!」同様、数少ない番組開始当初から続く企画。
1期生時代は関節技・プロレス技・ギター・蛇拳・殺陣・タップ・寿司・麻雀・ボードゲーム・ダーツ・パントマイム・腹話術などを行っていたが、2期生加入以降は柔道（寝技の返し方）、ドロップキック（背面飛び）、ジャベ、コマンドサンボ、ミニ四駆、カポエイラなど更にマニアックなものを学ぶ。なお麻雀については2007年7月28日の深夜にフジテレビ721にて3時間の特別番組が放送された。

### 学級会ング!!!
あるテーマに最も該当すると思われるメンバーを、メンバーによる無記名投票で「学級委員投票」の体（てい）で決定する。「テレビと楽屋で態度が違う委員長」「今年一年で一番ぽっちゃりした委員長」など、選ばれたくないテーマで投票が行われることが多い。
1期生のみの時代は頻繁に行われていたが、現在では「2期生加入から1年」など、節目のタイミングで行われている。なおスタッフが投票に参加することもある。
「品はちライブ」では定番コーナーのひとつであった。

### バックトゥザアイドリング!!!
メンバーは生まれてから現在の写真を持ってきて、それを現在から過去にさかのぼってメンバーの生い立ちを紹介するコーナー。1期生の時は、途中から当時最年少であった江渡万里彩の生まれた1993年の写真を紹介するとき「夏の日の1993」が流れ、その後升野が「この年に江渡ちゃんが生まれました」と言って写真を紹介していた。1期生の分は「HOT☆FANTASY ODAIBA 2006-2007」のアイドリング!!!ブースで紹介した写真が展示された。1・2期生が紹介されたあとは長らく行われてこなかったが、2010年以降3・4期生で2回放送されている。

### アイドリング!!!大相撲
その名の通り、メンバー同士で相撲で争う。
1期生時代は2007年1月から2008年3月まで2ヶ月に1回、頻繁に行われ、第1回・第2回は番組衣裳にプラスティック製の髷、まわしをつけて対戦、優勝者にはデジタルカメラが贈られるというものであったが、優勝した江渡は急遽参戦した司会の森本さやかに敗れデジカメ獲得はならなかった。
その後は肉襦袢を着たり、「すね相撲」「靴下相撲」「ポカポカ丸太相撲」など、もはや相撲とは呼べないような競技も行っていた。
2期生時代は、登竜門的な企画として、2期生8人で一度だけ行われた。この時、1期生時代で最強を誇った江渡が乱入するも返り討ちに遭い、朝日奈央が「新横綱」として君臨。また、江渡の卒業に伴い、最後に朝日と決着をつける意味で試合が組まれ、江渡が有終の美を飾った。
3期生時代は行われなかったが、4期生加入後、3期生と4期生のライバル関係が大きく取り上げられ、何度か試合が組まれた。特に大川藍と尾島知佳のライバル関係が取り上げられ、かつて最強として君臨した朝日がこれに割り込み、ついには1・2・3・4期の各代表による最強決定戦が行われた（優勝はフォンチー）。
2度目の期別最強決定戦以降は、負け続けていた朝日に代わり、酒井が2期生の代表として出場するようになる。酒井は圧倒的な強さから、しばしば「絶対王者」とネタにされ、代表になって以降は個人戦を含め、番組の終了まで無敗を貫いた。
2011年6月21日からは「大相撲3DS場所（3D大相撲リーグ）」として、ニンテンドー3DSのいつの間にテレビ向けに配信された。

### イーソーシリトリ!!!
「〜が言いそうな事」というテーマでしりとりをする。アウトになったメンバーには番組スタッフが扮した"イーソー様の使い"というキャラによって送風機による強風を顔面に吹き付けられ、変形する表情を接写されるという罰が与えられる。谷澤恵里香のように大きく唇を開けさせられたり、遠藤舞のように共鳴音を出したりといったメンバー独特のリアクションが見せ場になっている。また、パーティーゲームとして一緒に参加しやすいため“芸能界の方から”ゲストが来た場合に行われることが多い。
1期生時代、「イワナサソーシリトリ!!!」が行われていたことがある。その時のお題は「4号・江渡ちゃんが言わなさそうなセリフ」（その時、江渡は修学旅行で番組収録を欠席していたため）。
4期生加入以降は、ドッキリ企画をする際メンバーにだまして伝える企画として使われることが多い。

### 教えて!女子大生ング!!!
外岡（「6号トノトノ」）と横山ルリカ（「9号ヨコヨコ」）が先生に扮し、残りのメンバーに勉強を教える。
番組開始当初は外岡・横山が中学3年生だったので「教えて !中3先生!!!」だったが、2007年4月より高校生に進級したのに伴い、タイトル名を「教えて! 高1ティーチャー!!!」に変更。
2010年より外岡・横山の両名が大学生になったのに伴い、3年ぶりに「教えて！女子大生ング!!!」として復活した。

### 今さら人（大学生・男子）には聞けないこと
メンバーが今さら人に聞けない質問を答えるコーナー。2011年、3年ぶりに復活。

### 没ング!!!
何らかの理由でコーナーに仕立て上げることが出来なかったVTRや企画を、再度取り上げてどうにか成立させよう、という企画。「サイング!!!」「似顔絵ング!!!」「理想のラブレター」「ものまね」など。「クイズブームがやってきた!!!」（後述）の酒井の回が、スタッフのドッキリに応じなかったせいでボツになってしまった、といったVTRなども流された。近年は年末12月頃の回にて、年に1度放送するのが通例となっている。

### どうする? どうなる? アイドリング!!!
メンバーを順番に取り上げ、メンバーに関する問題について討論していく。大体は素行の悪さなどの暴露に終始する。
メンバーのみならず、「緊急討論・バカリズム升野はどうすれば結婚できるのか？」と、MCまでもが取り上げられた。
同様の企画として「ホンマでっかアイドリング!!!」（「ホンマでっか!?TV」のパクリ企画）もある。

### ファン様リクエスト!!![5]
メンバーに「こんな状況でこんなセリフを言ってほしい」というリクエストをファン様から募集。そのセリフで出演メンバーが演技する。2008年4月〜9月の間のみ行われたが、2009年6月25日に復活し、以降不定期で行われている。
グランプリ作品は携帯サイトで着ボイス（着ムービー）として配信され、作品の採用者にはグランプリに選ばれたメンバーのサイン色紙が贈られた。また、担当アナウンサーが参加する場合もあった。
ときめきアイドリング!!!のCDリリースの際には「ときめきリクエスト!!!」と称して、ときめきアイドリング!!!のメンバーのみで2回行われており、初回には特別審査員としてゲスト出演していた川嶋あいも参加した。
2011年4月1日には「ファン様リクエスト!!!特別編」として、メンバーからのリクエストで行われた。長野せりな・フォンチー・谷澤の3人が外岡えりか、後藤郁が菊地亜美を指名した。

### バカリズムは誰だ!?
森本または斉藤舞子と若手アナウンサー（細貝沙羅または三田友梨佳）の二人が進行役を務め、森本または斉藤がメンバー4人に質問する。升野は副調整室のアナウンスブースでうち1人に指令を出し、そのメンバーは升野の指令通りに、他の3人は升野が出しそうな指令を想像してアドリブで回答。4人以外のメンバーは誰が升野の指令を受けているかを当てる。
コーナー冒頭では、升野に操られた若手アナウンサーがメンバーをイジるのがお約束となっている。

### アイドリング!!!を例えましょう!
遠藤と酒井瞳（回によっては橘ゆりかが加わる）が進行役を務め、メンバーをさまざまな事柄で例える。ただし、遠藤と酒井の2人でほとんど決めているため、メンバーからその例えに不満が出ることが多い。
過去に『ドラゴンボール』、『SLAM DUNK』、『風の谷のナウシカ』、『となりのトトロ』、『天空の城ラピュタ』、『ONE PIECE』のキャラクターを例えている。

### アイドリング!!!が構成会議で企画を決めてきましたング!!!
メンバーが構成会議に乗り込んで提案した企画。企画提案者がMCも務める。

#### みんなで昔話を語ろうング!!!
遠藤舞持ち込み企画。誰もが一度は聞いたことがあるが詳細は思い出せない昔話（例「赤ずきん」、「白雪姫」）の欠けている部分をメンバーが順番に埋めてゆき、物語を完成させる。

#### アミトーーク
菊地亜美持ち込み企画。テレビ朝日「アメトーーク」のパクリ企画（菊地本人は否定していたが、途中自ら「アメトーーク」と言ってしまい升野やメンバーから突っ込まれる）でロゴもサブタイトル「菊地亜美のトーク番組」が入るなど本家に酷似。「番組中あんまり喋っていない」「1期生」「升野と本番前に喋っていない」「余ったお弁当を持って帰る」「スタバ」「花粉症」「5期生」といったテーマに沿って選ばれたメンバーとトークを繰り広げる。中には「ネイル」や「前髪」など升野にとってどうでもいいようなテーマでも選ばれたメンバーとトークを繰り広げる。トークが盛り上がる中で、テーマに沿っていないメンバーが内容次第で、テーマに当てはまるメンバーに組み入れられることもしばしばある。「"お菓子大好き"」では「CMっぽいカプリコの食べ方」が話題になり、グリコ乳業とのコラボキャンペーンに繋がった。

#### 私が絶対にやりたくない!恥ゲーム発表会
朝日奈央、大川藍持ち込み企画。以前、バレーボールで罰ゲームをかけた企画で「1人白鳥の湖」の罰ゲームを受けた2人が、この後ふっきれて新しい扉が開けた事がきっかけである。2012年を機に「罰ゲーム」を「恥ゲーム」に変更し、メンバーに恥ゲームを考えてもらいそれをスタジオで発表してもらうというもの。考えた恥ゲームには「歯に海苔を貼る」や「即興ラッパー」「奥歯を見られる」「眉毛に肌色テープを貼る」などのアイデアが生まれ、中には肌色全身タイツにブーメランパンツや貝ブラ＆白鳥などきわどいものなどが出た。後に「ガンバリング!!! バドミントン」すなわち「ハジミントン」として行われることになり、メンバー以外で考えた「胸に天狗のお面」や「即興ダンサー」「ヘソアップ撮影」などエグいものなどが恥ゲームとしておこなわれた。

### クイズ!○○が○○な理由
メンバーの行動を深く知ってもらうことで、メンバーの性格や・考えをもっと理解してもらおうという企画。ただ、その理由がお題とかけ離れていて正解にたどり着かないことが多い。メンバーのほかに升野までも取り上げられた。
例 11号・森田涼花が目が痛い理由→答え「日本が近代化してきているから」。21号・橋本楓がスイカが好きな理由→答え「クリスマス色だから」

### 究極のスープング!!!
アイドリング!!!メンバーが大好きなスープを紹介し、全部混ぜ合わせて究極のスープ作りに挑戦する企画。

## 過去の主なコーナー
2期生加入以前に行われていた「ガンバリング!!!」の鉄棒や大縄跳び、「にらめっきング!!!」「大好きアイドリング!!!」「バック・トゥ・ザ・アイドリング!!!」などは登竜門的企画と位置付けられ、2期生のみの出演回で再度行われている。

### にらめっきング!!!
1・2期生のみ行われた企画。顔に落書き、変顔するため「落書き変顔選手権」としていた。制限時間内に笑わせると勝ち。制限時間まで両者が耐えた場合は升野の判定で勝者が決まる。初回の時は加藤沙耶香が仕事で参加できなかった。

### お願い!ファン様!!!
ファン様から毎週のテーマにそった投稿を受け付け、指名されたメンバーが読み上げるもの。そのネタに沿ってフリートークを広げ、その展開によって、最初はフジテレビグッズ（ステッカー、ボールペン等）、2007年5月からニイルセンデザインのメンバー個人のステッカー或いは球体ステッカー（残念賞扱い）が投稿者に贈られる。スケジュールの都合で収録に参加しなかったメンバーに対する投稿は、他のメンバーが「代読」を行って救済されることがある。
番組開始時から2008年3月まで基本的に毎日行われていた名物コーナーで、2期生の加入と共に休止となったが「お願い!お願い!ファン様!!!」のコーナー名で2008年11月より復活。全員集合して週1回もしくはメンバーを入れ替えて2回行われていたが、2009年3月を最後に行われていない。

### ○○○ごっこ!!!
将来、アイドリング!!!メンバーが売れていつの日かフジテレビの有名番組に出演するために「ごっこ」という形で練習していくコーナー。
これまでに、「ネプリーグごっこ!!!」、「ヘキサゴンごっこ!!!」、「ごきげんようごっこ!!!」、「クイズ!年の差なんてごっこ」が行われている。
「ネプリーグ」、「クイズ!ヘキサゴンII」にはメンバーが出場、「クイズ!年の差なんて」は「TOKYO IDOL FESTIVAL 2010」で桂三枝（現・六代桂文枝）を司会に迎えて行われた。

### 2ショットトーク
オープニングでその日出演の任意の2名（升野、アナウンサーを含む）がフリートークをする。当初は「アイドリング!!!始まるよ〜」の一言で締めていたが、現在ではそれもなくなり、完全に2人の自由なトークやコントのようなものになっている。収録直前の様子が30秒程度の「ドキドキの本番直前動画」として公式携帯サイトで配信されていた。2008年4月から2010年3月の放送分まで行われた。なお、出囃子はダウンタウンのガキの使いやあらへんで!!のオマージュ。

### あっち向いてパイ!!!
「あっち向いてホイ」の要領で、負けたらその瞬間に向いた方向にパイがぶつけられる。
元々はメンバーが企画を考えるコーナーで、小泉瑠美が提案した「パイ投げング!!!」から、スタッフが発展させた企画。当初はメンバー同士で行われ、季節の終わりなどの節目で行われることが多かった。現在はイーソーシリトリ!!!同様、ゲスト対メンバーの構図で行われることが多い。これまでに挑戦したゲストはAKB48、キャンパスナイターズなど。
当初はトーナメントが進行するごとに、ぶつけられるパイの量が増えていく、という進行だったが、ゲストが参加する時は、最初からパイの量が多い上に、さらに勝った方が相手にパイをぶつける、というパターンが恒例になっている。このため「流れ弾」も多く、全く関係なく待っているゲストやMCにまで被害が及び、さらには床に落ちたクリームに滑ってカメラマンが立てなくなるという事態も発生した。
いつの間にテレビではメンバー同士の対戦だったが、パイがワサビ、からし、唐辛子という凄まじいものだった。
NEO期生加入後は「フレッシュアイドル戦国時代 アイドリング!!!NEO期VSグイグイきてるアイドル！」と称し、NEO期メンバーとゲスト女性アイドルグループによる対決形式で行われた。対戦相手としてCheeky Parade、LinQ、東京女子流、ベイビーレイズ、アップアップガールズ（仮）、Doll☆Elementsがゲスト出演した。

### ディスのカード
人狼ゲームに似たゲーム。8人（第5回のみ9人）のうち1人だけが仲間をディスる「名無しさん」である。ゲームは「ネット」の世界と「リアル」の世界を交互に繰り返す。最初にネットの世界からスタートし、「名無しさん」が他のメンバーの中から1人だけ選び、その人物に割り当てられた番号を升野に伝え、升野がその人物の目の前にカードを置く（他のメンバーはヘッドフォンをして目を瞑っているため、誰が名無しさんかは分からない）。カードが置かれていたメンバーは、カードに書かれている文章を自分で読み上げなければならない。リアルの世界ではディスのカードの内容を踏まえ、誰が名無しさんか話し合いを行う。その後に投票を行い最も票を集めたプレイヤーが追放となり、そのプレイヤーのディスのカードを升野ないしアナウンサーが読み上げる。「ネット」と「リアル」を交互に行い、名無しさんが最後の2人まで生き残る（「リアル」の世界で追放を3度回避する）ことが出来れば名無しさんの勝利、それまでに名無しさんを追放出来れば仲間の勝利となる。
これまでに合計11回行われたが、このゲームは名無しさんが不利であり、最後までバレずに生き残った名無しさんは第1回(初回)と第11回(最終回)のみ。また、第9回と第10回では1発で、第5回では2ターン目で名無しさんが見破られてしまい、放送時間が大幅に余ってしまったため、その後は他メンバーのディスのカードをバカリズムが1人1人丁寧に読み上げるなどをして放送尺を潰していった。

### 全員正解いただきますクイズ
ある一つの料理のジャンル（ex.沖縄料理、寿司、サイゼリヤのメニュー）の中から定番の料理の現物をメンバーに見せ、全員がその料理名を正しく答えられれば食べることが出来るというクイズ。もし1人でも不正解がいれば全員に罰ゲームが与えられる。
年少でまだ様々な料理を食べた経験の少ない橋本楓や倉田瑠夏は珍答を連発することが多い。

### メンバー企画
特にそう定義されているわけではないが、特定のメンバーがMC、或いは中心となって行われる企画。

#### 3号まいぷるのクイズ!鳩（文鳥）
鳥類好きである遠藤が鳩（文鳥）に関するクイズを出題する。出題の前には遠藤自作のポエムの朗読とイメージ映像が流れる。

#### ヤザワ少佐の社会科偵察
谷澤が機動戦士ガンダムのキャラクターシャア・アズナブルの扮装をし様々な工業製品の製造過程を‘潜入調査’する。そのVTRを紹介し残りのメンバーでクイズを行う。

#### フォンチーに教える日フォン史ー!!!
勉強全般、特に日本史が苦手だというフォンチーにメンバー全員が講師となって日本史を教えるコーナー。コーナーの終りにその日の学習内容についての問題がフォンチーに出題され、不正解となった場合はそれを教えた講師（メンバー）に罰ゲームが与えられる。

#### 炎の3番勝負
メンバーの内2人にとあるテーマで遺恨がある設定にし、それに沿って3番勝負を行い勝者を決める。これまでに「本当におもしろいのはどっちだ!?炎の3番勝負 滝口ミラvs外岡えりか」「どっちが盛り上げることができるのか!?炎の3番勝負 フォンチーvs遠藤舞」が行われた。

#### アイドリング!!!商業高校簿記ング!!!
共に商業高校出身で簿記を習っていた河村と酒井がメンバーに簿記を教える。事前のプレゼンで河村の企画が採用された。ただしメンバーは簿記を全く知らないため、勘定科目がほぼ大喜利のような状態と化していた。

### 恐怖!フジテレビ（球体）都市伝説
スタッフが見聞きしたメンバーの暴露話を「○号の○○は○○○○らしい」という形式で披露していく。但しそれらはあくまでも都市伝説という設定。同趣旨の企画に「大おば様がやってきた!!!」があった。

### アップ!アップ!顔ジェスチャング!!!
アイドリング!!!の顔の表情を鍛え、あるお題を顔の表情のみで伝えるジェスチャーゲーム。2チームに分かれて行うため、数合わせに担当アナウンサーが参加することがある。

### デリバリング!!!
各所で行われるイベントなどへの出演依頼を番組で募集。これまでに野外フェス、警察署一日署長、学園祭などからのオファーがあった。

### ラジオアイドリング!!!「ドラゴンボイスZ」
事前にメンバーへテープレコーダーを渡し自作の「ラジオ番組」を録音させる。街頭でインタビューに挑んだ酒井、BGMやSEなどを用い本物さながらの構成・演出であった河村、外国人DJ風のキャラ設定の滝口など、メンバー各々の発想と表現力を聞くことが出来た。

### 赤タイツのコーナー
ドッキリ企画の一つ。メンバーが早口言葉や逆さ言葉に挑戦し、失敗すると全身赤タイツを着させられる。ゲームに挑戦するメンバーとは別に、はじめから赤タイツを着た「赤アイドリング」と呼ばれるメンバーがカメラに写らない舞台下からガヤや奇声を飛ばす。谷澤恵里香、菊地亜美、橘ゆりかが赤アイドリングのレギュラー。2011年6、7、8月の月刊アイドリング!!!で行ったイーソーしりとりではイーソー様の使いの代わりに谷澤、長野が罰ゲームの執行係を果たした。
赤タイツを着たままの状態で朝日、森田、橋本の3人がフジテレビ1階のローソンまで「赤」にまつわるものを買いに行く「はじめての赤おつかい」をおこなった。

### クイズブームがやってきた!!!
メンバーがそれぞれのキャラクターを活かしたクイズを出題する。「まいぷるポエム」（遠藤）、「大喜利24」（外岡）、「年上人生相談」（森田涼花）、「私の1人反省会」（加藤）、「大失敗ダービー」（横山）など。また、小泉や江渡は、打ち合わせの様子を隠し撮りされたものを元にしたVTRからの出題というドッキリ企画となっていた。

### シャッフル2ショット!!!
ランダムに選ばれた1人ずつのメンバーが2ショットで約3分間のスタジオトークをする。基本的に、普段余り見られない組み合わせのトークを見せる事も目的であるため、2期生加入時は「1期生×2期生」、3期生加入時は「1,2期生×3期生」、4期生加入時は「1〜3期生×4期生」という組み合わせである。
2人の登場時の演出は、暗転、回転するスポットライト、そして出囃子と、「ダウンタウンのガキの使いやあらへんで!!」でのトークコーナーをパロディーにしている。なおMCと残りのメンバーは客席で観覧する。
「箱の中身はメンバーの号数」という前提を利用して、突然「スタッフ箱」が登場し、メンバーとスタッフの2ショットトークが行われる、というドッキリが行われたこともある。また、コーナーの最初にくじを引いたら両方ともスタッフで、スタッフ内の「熱愛」を暴露するという、スタッフに対するドッキリに発展したこともあった。

### ファン様マーケティングング!!!
ファン様（=視聴者）の率直な意見や疑問をオフィシャルサイトで募り、それを元にメンバーで話し合い、実践してみるコーナー。月1回を予定していたが、2009年5月20日放送分で1度行われたのみであった。

### イケメンアイドリング!!!
メンバーの約半数（遠藤・外岡・フォンチー（1回目のみ）・横山・河村・朝日・三宅ひとみ・橘）が自分が最も「イケている」と思う男装をし、設定されたシチュエーションに対して「イケている」セリフを言う。残りのメンバーは客席でイケメン達に歓声を上げ、感想を述べる。アナウンサーは森本が専ら担当し、その際には男性用のスーツを着用する。

### VS井筒
1000個の企画案を持つという放送作家・井筒大輔の企画を使って、メンバーが井筒と対決するゲーム企画。タイトルはVS嵐のパロディ。

### 2人きりング!!!
升野と特定のメンバー1人が、2人だけで番組を進行する。過去に2回だけ行われた。
一度目は1期生時代の2007年10月下旬。番組開始1周年直前ということで、メンバーが企画を持ち込んだり、1周年を前にした胸中を話すなど、スタジオで行われた。
二度目は2010年1〜3月、「本気（マジ）で!2人っきりング!!!」として、「年度末調整につき炎の15本撮り」という名目で、朝からスタジオの前室に座る升野の元をメンバーが代わる代わる訪れ、15本連続でセットもBGMも何も無い真剣トークという形で行われた。収録は2009年の年末の1日に一気に行われたが、実際の放送は通常放送とほぼ交互に放送された。1日で15本撮りということで、後半になるにつれて升野が露骨に疲労を見せる場面もあった。

### アイドリング!!!アワード
アイドリング!!!以外の活動で「頑張っている」メンバーのVTR（個人でリリースしたグラビアDVD、テレビ番組、ウェブムービー、ソロライブ、過去の音楽活動など）を流し、誰が一番「頑張っている」かを決定する企画。2010年6月の回は「600回記念」ということで、実際に番組内での内容が取り上げられた。

### アイドリング!!!まちがい探し
メンバーの中に1人素人を入れ「アイドリング!!!の事を何となく知っているけれど、メンバーまでは知らない」というゲストに、誰が「偽アイドリング!!!」なのかを当てさせるコーナー。
「偽アイドリング!!!」にはフジテレビ社員、ポニーキャニオン社員などの中から、アイドルらしいルックスを持った一般女性が選ばれ、出来るだけ違和感の無いような衣装・メイクなどが施された状態で、更に升野が全体の並び位置を調整して紛れ込ませる。
ゲストにはフジテレビ社員（一般職の他、西山喜久恵、島田彩夏ら）の他、出川哲朗、小島よしおなど、アイドリング!!!との共演歴のある芸能人も選ばれている。
似たような企画に「もしもアイドリング!!!を恋人にするなら？」がある。同じように、アイドリング!!!の認知度がそれほど高くないフジテレビ社員に、写真だけを見て「恋人にするなら誰か」を選ばせる。しかし同時に、「恋人にしたくないのは誰か」を聞き、「まちがい探し」で指名された時のようなリアクションをメンバーから引き出す。

### アイドリング!!!ダービー
選ばれたアイドリング!!!メンバーが、競走馬になり残りのメンバーがあるテーマについて誰がうまくできるかなどを予想するゲーム。現在のところ一期生のみが競走馬として出場している。予想は連勝複式だと説明があるが、何故か連勝単式で判定されている。

### 絶対に検索してはいけないワードを検索してみようング!!!
ネット上に存在する「検索してはいけない言葉」を検索するコーナーだが、視聴者には検索結果を表示されることはなく、それを見たメンバーのリアクション（主に悲鳴）を楽しむことに趣旨を置いている。今までに2回実施されており、2回目では前回のコーナーの影響で検索候補に「アイドリンク 絶対に検索してはいけない」と出てくることにメンバーは、「自分達が検索してはいけない言葉になっているみたいで嫌だ」と返した。
その他、主に放送が多かった1期生・2期生時代以来行われていないコーナーに、以下のようなものがある。

### 高級食材お取り寄せング!!!
2つの高級食材の内、食べたいものを選び、その選んだ食材が多いほうが食べられるというもの。しかし、全員が同じものを選んだ場合は無効となり食べられない。コーナーの最後はゲテモノ2つ、もしくは高級食材とゲテモノというある種「究極の選択」状態を強いることが多い。

### スタッフ飲み!!!
アイドリング!!!番組スタッフがジョッキに入った水を飲み、多く水を飲んだスタッフをメンバーが当てるもの。メンバーは自分の選んだスタッフの応援に回る。升野も参加した。

### おしりかじった虫
読みが違うが同じ漢字や文字を当てるもの。不正解になるとその場で失格となり、担当女子アナからケツバットの罰ゲームを受ける。初回は途中で問題が足りなくなる事態が発生したため、この企画を考えたディレクター（当時）が斉藤とメンバーからケツバットの罰ゲームを受けた。メンバーと升野の対決となった回（2007年12月19日放送分）もあり、升野が間違えた時点で残っていたメンバーにケツバットを受けるというものだったが、結局メンバー全員と森本からケツバットを受ける羽目になった。

### ペアング!!!〜もしもこの世に2人きりだったら
あるお題に、一緒になりたいメンバーを書く。書いたメンバーと書かれたメンバーが一緒になるとペアが成立。但し、ペアが成立したメンバーを書いた場合は不成立となる。
例：加藤が「外岡」と書き、外岡が「さやねぇ（加藤）」と書くとペアが成立。
最後に残った1名には「ペヤングソースやきそば」がプレゼントされた。
メンバーが「イーソーしりとり!!!」とコールするがジングルが流れず、その後、升野がしばらく何か言って「ペアング!!!」とコールするため、ある意味ドッキリといえる。

### ペアング!!!クイズ
問題の答えが2つあるクイズを出題、早押しで回答権を得たメンバーがそのうちひとつを答え、正解なら他のメンバーの中から一人を指名、指名したメンバーが正解すればペアが成立。最後に残った1名には「ペヤングソースやきそば大盛」がプレゼントされた。

### 王様ならどうするゲーム!!!
くじで王様を選び、王様となったメンバーが与えられたお題に対し、どのような回答をするかを他のメンバーが当てる。「品はちライブ」では2011年現在でも行われることがある。

### だるまさんが何をした？
「だるまさんが転んだ」の「転んだ」の部分を鬼が指定するだるまさんが転んだ。鬼の指定した動作やポーズと違う場合や、通常のだるまさんが転んだのように鬼が振り返っている間に大きく動いたと升野が判断したらアウトとなる。

### ブルマはくね駅伝
「箱根駅伝」のパロディ。箱根駅伝で使用されているコースをバックにメンバーが走る個人戦。各中継所では課題をクリアしなければならない。歩数が最下位になったメンバーは強制的にブルマー姿にさせられる。

## 企画

### ドッキリ企画
アイドリング!!!メンバーにドッキリを仕掛ける企画が時折行われる。代表的なものは次の通り。
- 「生放送でウソの開始時刻を教えられ、本番に遅刻してしまう」（「グラビア・ザ・テレビジョン（第5号）」の連動企画 2006年11月29日放送分）
- 「アイドリング!!!メンバーからの『隣の人との距離を感じてしまう』というメールを元に真剣に話し合いを行ったが、実はメールの送り主は森本アナで、単に升野との身長差についての悩みだった」（2007年1月26日放送分）
- 「放送100回の想いを『アイドリング!!!と私』という作文にしてメンバーが披露。感極まって涙を流す者もいる中CS放送は終了。しかし升野は次の段階に踏み出すためだという理由でその作文用紙をシュレッダーで粉々に」（2007年4月13日放送分）
- 「『CDデビューを目前に控えたアイドリングメンバーの気持ちを聞く』との趣旨でメンバーが升野と個別に面談。いつになく優しい言葉を掛けしんみりとした雰囲気になったところで最後に升野が番組を去るような内容の手紙を読み、遠藤以外のメンバー8名は号泣。しかしそれは退職するAD杉田からの手紙を升野が代読していただけだった」（このドッキリは2日間に渡り行われた。2007年7月9日、7月10日放送分）
- 「大切なお知らせがあるのにアイドリング大遅刻!」（2006年11月29日放送と同様だが、一部のメンバーが趣旨をいち早く理解し、その轍を踏まぬようにと予定外の快足を見せ、制作側の段取りがめちゃくちゃになった。2007年11月21日放送分）

- ○○○ロワイヤル
番組側の手違い（ドッキリなので意図的）でメンバー数より1人分少ない8人分しか用意されなかった高級食材を手に入れるため、メンバー同士の対決で潰し合いをさせられる。負け残った2人が1日AD体験させられる「ADロワイヤル」や、負け残った1人が放送中に体重を測定させられる「成長の記録ロワイヤル」もあった。
2年目以降は、高級食材がほぼ人数分出てくると、このドッキリを恐れるメンバーが、升野が食材を人に薦めることを防ごうとする事態も発生する。が、案の定止まることは無く、結局1人分足りなくてロワイヤル突入、というパターンが多い。

- 2008年9月26日、音声を加工した匿名の人間がメンバーに電話で人生相談を行う「人生相談ング!!!」という企画が行われたが、実はその相談者は白川誠Dだった。そして翌週の10月9日、同様のパターンで「会社の部署換えに伴い現在の職場を離れることになったが部下に何と言えばよいか」という相談者が登場したが、それは当日付で番組を離れることになっていた総合演出の鈴木善貴だった。やりとりの中で徐々に会社=フジテレビ、部下=アイドリングメンバーだと気付いて行くが、最後に相談者が鈴木（善）であることが明かされると泣く者、呆然とする者など騒然となった。

- 「もしも新しい総合演出が厄介な人だったら」（2009年4月22日、24日放送）
「アイドリング!!!放送500回直前抜き打ち意識調査」と称して、新任の4代目総合演出・飯村徹郎との個別面談を行なうが、実はその総合演出はニセ者（ツィンテルの勢登健雄）。さらに面談中に隠しカメラを仕込み、ニセ総合演出に横柄な態度を取らせることによって、メンバーの本音を引き出す。また、VTR中「司会変えようと思ってるんだよね」というニセ総合演出の発言に、メンバーが思う新司会の適任者の名前が出て、升野までもが肝を冷やす一幕も見られた。

- 「謎の覆面MC登場」（2010年1月19日放送）
オープニングから升野の代わりに、自由の女神の面を被った「謎の覆面MC」が何の説明も無く登場し「ファン様リクエスト!!!」を行ったが、メンバーによって態度や扱いを変えるなどの自由すぎる行動に、メンバーが終始困り果てながら番組が進んだ。なお、この覆面MCが誰だったのかは最後まで明かされなかった。

- 「25号・後藤郁復帰ドッキリ」（2011年8月25日（CSは8月27日）「アイドリング!!!（地上波版）」にて放送）
「TOKYO IDOL FESTIVAL 2011」のニセ告知コメント撮りを行い、仕掛人の3号・遠藤と7号・谷澤が箱を開けた瞬間、25号・後藤が「アイドリング!!!25号後藤郁です」と言って飛び出してきた。この大きな箱の中身は「Tシャツ」が入っていると思っており、「後藤の復帰は10月で、20人全員のライブは12月」と、思っていたメンバーはこのドッキリに喜んだ。

- 「ミッションアイドリング!!!5期生どっきり!もしもリハーサルが変な空気だったら」(2012年4月2日、4日放送)
『初収録に臨む5期生に対して、「アミトーークのリハが変な空気だったらどうするのか?」』をテーマとして、ターゲットである5期生にドッキリを仕掛けてうんとへこましてやろうと決行された企画。2日の放送では、主に各メンバーの役割決めを放送し、4日放送分では、各メンバーの役割決めの最終確認を行い、ドッキリがスタートし、1期生と2期生による小競り合いや、4期生のだらしない行動、さらに、進行をつとめる16号・菊地と、3号・遠藤による喧嘩など、5期生に恐怖感を与えた。そして最後は顔に「ドッキリ」とテープを貼った、MC升野の登場によって終了。この時、アイドリング!!!メンバーに対し、MC陣から、「演技うますぎ!!」と言われた。なお、ドッキリだと分かった途端、5期生、そして、16号・菊地が号泣した。

2期生加入以降は、前述の通り、「ガンバリング!!!」と絡めて行なわれるケースも多い。本来出るはずの無いスタッフが登場し、スタッフを避けて競技を行なわなければならない状況に陥る、というパターンが多用される。また、偽のコーナー（「イーソーシリトリ!!!」や「全員正解いただきますクイズ」など）のタイトルコールをメンバーにやらせ、本来鳴るはずのコーナー開始のジングルが鳴らず、全くの別コーナーが開始する、というパターンも多い。

### 卒業スペシャル
メンバーの卒業に伴い不定期で放送される。"脱退"扱いである小林を除き最初の卒業生となった小泉卒業の際は、番組名も「ズミドリング!!!」と改め(元々は小泉の号泣事件を救済する別企画で加藤が出した案。ジングルSEも小泉1人で撮り直された)編集室から升野のコメントと番組・コンサートから編集されたVTRを放送するというややしんみりした内容だったが、以降メンバーが卒業する場合は「さらば！！○○（卒業生）スペシャル」と銘打ちスタジオにメンバー全員を集めてのトークと番組内から名場面を集めたVTRを放送するという明るい内容となっている。